# 古平コハル
古平 コハル（こだいら コハル、1871年5月8日（明治4年3月19日） - 1980年（昭和55年）4月10日）は、長寿日本一であった北海道の女性。

## 来歴
奈良県生まれ。1889年（明治22年）に十津川大水害で被災し、夫の順次郎と共に奈良県十津川村から北海道新十津川村へ渡った。その10数年後上士別村へ移住、42歳のとき幌加内町へ移住し、8人の子を育てた。1944年（昭和19年）に順次郎と死別。1979年時点では、子供4人、孫54人、ひ孫129人、玄孫89人がいて、草履を1日平均10足作っていた。
存命中は、1865年生まれとされていた泉重千代の記録が認定されており国内2位の長寿でと言われていたが、泉の記録が取り消されたため、実際には1979年4月11日の大分県の吉國マツの死去に伴い107歳で長寿日本一となっていた。
1980年4月10日に108歳338日で死去。長寿日本一は石川県の道井ヲトになった。